# Валя-Рачилор
Валя-Рачилор (рум. Valea Racilor) — село у повіті Горж в Румунії. Входить до складу комуни Негомір.
Село розташоване на відстані 228 км на захід від Бухареста, 29 км на південь від Тиргу-Жіу, 66 км на північний захід від Крайови.

## Населення
За даними перепису населення 2002 року у селі проживали 120 осіб, усі — румуни. Усі жителі села рідною мовою назвали румунську.